# Orlando Pingo de Ouro
Orlando de Azevedo Viana, mais conhecido como Orlando Pingo de Ouro (Recife, 4 de dezembro de 1923 — Rio de Janeiro, 4 de agosto de 2004) foi um futebolista brasileiro, que atuou como meia-esquerda.
Baixo e franzino, era rápido e muito inteligente, sabendo se deslocar muito bem e, por isso, sempre se colocando em condições de marcar muitos gols, o que fez se consagrando como o terceiro maior artilheiro da História do Fluminense, com 184 gols.

## Carreira
Orlando começou na base do Farroupilha, em Pernambuco, passou pelo Flamengo de Recife até chegar ao juvenil do Náutico. Era destaque na base, quando numa excursão a Salvador em 1939, estreou no time principal em amistoso contra o Bahia, quando tinha apenas 16 anos. Na ocasião, o Bahia apresentou uma proposta tentadora de CR$ 5 mil cruzeiros de luvas e CR$ 600 cruzeiros de salário, mas Orlando recusou porque não queria ficar longe da família.
Posteriormente, Orlando foi procurado pelo America-RJ e pelo São Paulo, foi considerado caro pelo Flamengo, muito franzino pelo Botafogo, quase parou no Corinthians, mas acertou com o Fluminense em 1945. Seu contrato inicial tinha dois anos de duração, começando a vigorar no dia 28 de janeiro de 1945, com CR$ 22 mil cruzeiros à vista de luvas e CR$ 3 mil cruzeiros de salários, para o jogador de 22 anos.
Orlando precisou fazer uma cirurgia no joelho esquerdo, passou meses se recuperando e fez seu primeiro jogo com a camisa tricolor na goleada por 5 a 1 sobre o Bonsucesso no dia 15 de julho de 1945, em Conselheiro Galvão, quando marcou seu primeiro gol com 15 minutos em campo.
A sua estreia pelo Fluminense no Estádio das Laranjeiras foi na vitória por 2–1 sobre o America em 5 de agosto de 1945, tendo anotado o gol da vitória aos 38 minutos do segundo tempo, perante 13.113 torcedores pagantes, mais os associados tricolores presentes ao Estádio de Laranjeiras naquela tarde.
Em sua primeira temporada no Rio de Janeiro, passou por uma fase de adaptação e seu rendimento caiu em campo a ponto de fazê-lo perder a vaga de titular, e chegando a jogar pelo time de aspirantes do Fluminense (atual sub-23) entre outubro e novembro de 1945.
O seu apelido foi dado após marcar 4 gols em um dia chuvoso contra o Bonsucesso, tendo o jornalista José Araújo escrito no dia posterior, que Orlando "parecia um pingo d'água presente em todo o gramado e brilhando como se fosse ouro".
Ainda pelo Fluminense, Orlando foi campeão do Torneio Municipal de 1948 (quando fez, de bicicleta, o gol na final contra o Vasco da Gama em General Severiano), tendo sido o artilheiro dessa competição com 12 gols, e campeão carioca em 1946 e 1951. Seria campeão também da Copa Rio de 1952 (do qual foi o artilheiro da competição com cinco gols ao lado de Marinho) e dos torneios Início de 1954 e de 1956, considerando apenas os títulos oficiais.
Em 12 de agosto de 1950, anotou o primeiro gol do Tricolor na "Era Maracanã", diante do Olaria, pelo Carioca.
Em 1953, já com 30 anos, começou a perder espaço no Tricolor e passou a atuar só em jogos-treino, como dois em Bom Jesus do Itabapoana, no interior do Estado do Rio, em 1954. Era jogador e técnico ao mesmo tempo do time, que venceu um combinado local por 3 a 1, no sábado de 1º de maio, e a seleção capixaba por 4 a 0, no domingo do dia seguinte – a cidade faz divisa com o Espírito Santo.
Defendeu as cores do Fluminense jogando entre 1945 e 1954, fazendo 184 gols em 310 partidas pelo Flu, sagrando-se artilheiro do Campeonato Carioca de 1948 e da Copa Rio de 1952. Depois dos seis gols em 16 jogos em 1945, Orlando marcou 29 em 54 partidas em 1946; fez mais 11 em 42 duelos em 1947; viveu seu ano mais artilheiro em 1948, quando estufou as redes 42 vezes em 46 confrontos; teve a incrível média de um gol por jogo em 1949, ao marcar 36 vezes em 36 partidas; fez mais oito em 25 compromissos em 1950; mais 17 em 35 duelos em 1951; e mais 31 em 35 duelos em 1952; em 1953, ano de seu último jogo oficial, marcou quatro gols em 15 confrontos. Orlando é o maior artilheiro tricolor no clássico contra o America, com 15 gols, sendo 13 pelo Campeonato Carioca e 2 pelo Torneio Municipal.
Pela Seleção Brasileira, foi campeão sul-americano em 1949, quando disputou os seus 3 jogos pela seleção canarinho, fazendo 2 gols (1 em cada jogo) nas vitórias sobre a Colômbia (5–0) e sobre o Peru (7–1), participando também com grande atuação da vitória na final contra o Uruguai (5–1). No ano seguinte, acabou ficando fora da lista da Copa do Mundo.
Por empréstimo, mudou-se para o Santos em 1953, onde fez 6 jogos e marcou 1 gol. 
Em poucos meses, estava no Atlético Mineiro, em Minas Gerais, onde tinha que conviver com um drama: o tabu do tri. O Atlético liderava o número de títulos estaduais, possuía mais conquistas que seus rivais Cruzeiro, América Mineiro e Villa Nova, mas todos os seus rivais já haviam sido tricampeões, e dos grandes, só o Galo que não. Orlando ajudou o time, dirigido pelo uruguaio Ricardo Díez, a enfim romper essa marca (após 39 campeonatos), ao atuar com Ubaldo, Amorim, Joel, Afonso, Osvaldo, Zé do Monte, Tomazinho e outras feras nas tardes de domingo no Campo do Sete (como era chamado o Estádio Independência, atualmente difundido popularmente como o "alçapão do Horto"). 
Encerrou a carreira no Canto do Rio, de Niterói, em 1957.

## Títulos
Fluminense
- Copa Rio: 1952
- Campeonato Carioca: 1946 e 1951[9][10]
- Torneio Municipal: 1948
- Torneio Início do Campeonato Carioca: 1954 e 1956
- Torneio José de Paula Júnior: 1952
- Copa das Municipalidades do Paraná: 1953
- Taça Benemérito João Lira Filho - (inauguração do estádio do Olaria: 1947 (Fluminense versus Vasco)
- Taça V.C Borba: 1947 (Atlético PR versus Flu)
- Taça Folha da Tarde: 1949 (Internacional-RS versus Flu)
- Taça Casa Nemo: 1949
- Troféu Prefeito Acrisio Moreira da Rocha: 1949 (Fla-Flu)
- Taça Secretário da Viação de Obras Públicas da Bahia: 1951 (Esporte Clube Bahia versus Fluminense)
- Taça Madalena Copello: 1951 (Fla-Flu)
- Taça Desafio: 1954 (Fluminense versus Uberaba)

Atlético Mineiro
- Campeonato Mineiro: 1954, 1955

Seleção Brasileira
- Campeonato Sul-Americano de 1949

## Morte
Orlando Pingo de Ouro morreu no Rio de Janeiro, no dia 4 de agosto de 2004, aos 81 anos, vítima de insuficiência respiratória.